# Maria Montessori
Maria Montessori (Chiaravalle, 1870. augusztus 31. – Noordwijik am Zee, Hollandia, 1952. május 6.) olasz orvosnő, pedagógus és pszichológus, a róla elnevezett pedagógiai-pszichológiai iskola megalkotója.

## Életpályája
Maria Montessori műszaki, majd orvosi tanulmányokat folytatott, téves források szerint sokszor említik, hogy az első olaszországi egyetemi diplomás nő volt, de valójában a negyedik. A másik három nő ui. Genfben, a svájci egyetemen szerezte. 1896-ban antropológiai, elmekórtani vizsgálatokat végzett és értelmi fogyatékos gyermekek gyógyításával foglalkozott. 
1898-ban megbízták azzal, hogy hozzon létre Rómában intézetet a gyenge képességű gyermekek számára (mai kifejezéssel: gyógypedagógiait), megszervezte és vezette a római Scuola Magistrale Ortofrenica intézetet, 1898-tól 1900-ig, amikor is lemondott a vezetéséről, s visszament a La Sapienza Egyetemre elmélyültebb antropológiai tanulmányokat folytatni. Egyetemi magántanárrá 1904-ben habilitálták, majd filozófiai, természettudományi doktori fokozatot szerzett, orvosi könyveket írt. Antropológiát, biológiát tanított a római egyetemen és a tanítóképzőben.
1907-ben lehetősége nyílt arra, hogy módszereit egészséges óvodás korú gyermekek körében alkalmazza, megnyitotta Róma egyik külvárosában a Gyermekek Házát (Casa dei Bambini). Pedagógiai módszerei hamarosan a közvélemény érdeklődésének középpontjába kerültek. 1909-ben megjelent fő műve, amelyben az óvodások körében alkalmazott nevelési módszereit foglalta össze. (Metodo della Pedagogia Scientifica applicato all'educazione infantile nelle Case dei Bambini. Città di Castello, Casa Editrice S. Lapi.) Az 1910-es években már az olasz határokon túl is felfigyeltek rá (Svájc, Anglia, USA).
Pedagógiai-pszichológiai nevelési módszereiről 1913-ban szervezett először Rómában nemzetközi tanfolyamot, s hamarosan számos kurzuson és előadáson ismertette nevelési módszereit Olaszország és más európai országok városaiban. A Montessori-iskolák terjedtek hazájában és Amerikában. 1916-tól Barcelonában élt, majd 1936-ban Amszterdamba települt át, és Larenben berendezte pedagógiai képzési központját. A második világháború idejét Indiában töltötte (1939–1945), visszatérve szervezte az olasz iskolákat és előadói körutakra vállalkozott.

## Munkássága, hatása
Érzékszervi fejlesztésen keresztül megvalósuló, motiváló játék- és munkaeszközöket használt (Montessori-eszközök), de ő alkalmazott először az óvodában a gyerekekhez méretezett berendezési tárgyakat (székeket, asztalokat, polcokat) és nagy mennyiségben játékokat, amelyeket a gyerekek bármikor levehettek a polcról (de saját maguknak kellett visszatenniük). Sok ilyen, ma már banálisnak tűnő „módszere" és „eszköze" abban a korban kirívónak és szabadelvűnek hatott. Nevelési módszeréből kizárta a tekintélyelvűséget, mivel azt tapasztalta, hogy azzal éri el a legnehezebben a kívánt eredményt, ehelyett ötletes nevelési módszereket, trükköket dolgozott ki. Montessori hatása Németországban, Hollandiában és Olaszországban a legerősebb, de Amerikában is jöttek létre Montessori-iskolák. Számosan tanulmányozták, s követték, vagy részben más reformpedagógiai módszerekkel ötvözve alkalmazták nevelési gyakorlatát (köztük Margaret Naumburg, Helen Parkhurst). 1929-ben alakult meg a Nemzetközi Montessori Szövetség (AMI), amely Dániában tartotta első kongresszusát, s ma is létező nemzetközi egyesület. Magyarországi Montessori Egyesület is működik.

## Pedagógiájának alaptézise

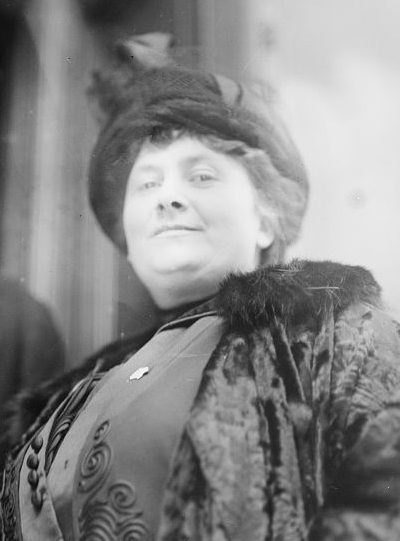
Idősebb korában

Montessori pedagógiájának alaptézise máig nem avult el: „a gyermek tisztelete, mert Maria Montessori szerint minden gyermekben él a cselekvési vágy és a világ megismerésének igénye, ennélfogva biztosítani kell számukra a spontán, szabad tevékenység lehetőségeit, a megfelelő környezetet. A gyermek maga végezzen el mindent, ami fejlődését elősegíti, önmaga alkossa meg képzeteit, fejlessze érzékszerveit, építse fel tudatát. A nevelő nem 'informátor' hanem a tanulók individuális önművelési folyamatának hátterében tevékenykedő 'organizátor.' Az öntevékenységhez a pedagógiai célok megvalósításához szükségesek a nevelés tartalmát hordozó, önerősítésre, önfejlesztésre épülő speciális fejlesztő eszközök, amelyekkel a gyermek szabadon, saját időbeosztása szerint tevékenykedik, szem előtt tartva társai érdekeit.”

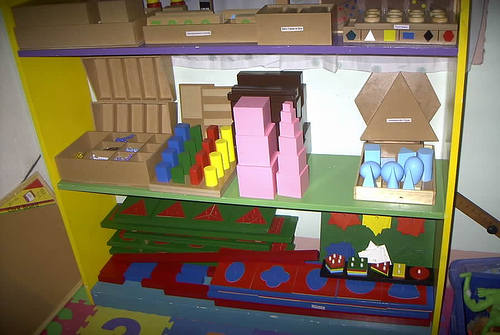
Montessori-osztályokban használt anyagok

Magyarországon a két világháború közt jelentek meg ismertetések munkásságáról, egyes műveit lefordították magyar nyelvre. Maria Montessori kétszer járt Magyarországon (1930, 1932). Az első magyar Montessori Egyesület 1932-ben alakult meg. Montessori pedagógiai módszereinek elemei mind a mai napig fellelhetők a világon. Magyarországon is sokáig hatottak a Montessori-módszerek, az utóbbi időkben már leginkább csak az óvodai nevelésben. 1990 óta tapasztalható volt Montessori pedagógiájának újabb reneszánsza, amely azonban a valóságos iskolai nevelést alig befolyásolta.
24 magyarországi Montessori-intézményről tudunk.

## Magyarul megjelent művei
- Módszerem kézikönyve. Ford. Bélaváry Burchard Erzsébet, előszó: Kenyeres Elemér. Budapest : Kisdednevelés, 1930. XIX, 62 o., 6 t.
- Montessori Mária előadásai az új nevelésről; ford. Burchard-Bélaváry Erzsébet; Kisdednevelés, Bp., 1932
- Az ember nevelése; ford. Burchard Erzsébet, Mayerné Bartal Andrea, utószó Földes Éva; Tankönyvkiadó, Bp., 1978, 154 o.[7]
- Montessori-pedagógia. Szöveggyűjtemény pedagógusoknak, pedagógusjelölteknek; szerk. Kurucz Rózsa; Tolna Megyei Önkormányzat Pedagógiai Intézete, Szekszárd, 1992
- A gyermek felfedezése; ford. Balassa Sándorné et al., előszó Méhes Vera; Herder, Bp., 1995, 299 o., [5] t. ill.[8]

## Montessori-módszerrel tanult személyek
Számos híres ember tanult Montessori iskolában, többek között:
- Sergey Brin
- Mohandász Karamcsand Gandhi[10]
- Anne Frank
- Friedensreich Hundertwasser
- Helen Keller
- Gabriel García Márquez
- Larry Page
- Anne Sullivan[11]